# 万騎が原
万騎が原（まきがはら）は神奈川県横浜市旭区の町名。丁番を持たない単独町名である。住居表示未実施区域。

## 地理
旭区の南部に位置し、東に南本宿町、西に柏町、南に大池町、北に二俣川、さちが丘と接している。

### 地価
住宅地の地価は、2025年（令和7年）1月1日の公示地価によれば、万騎が原91番8の地点で27万7000円/m²となっている。

## 歴史
1963年に二俣川町・小高町の一部から新設された。町名の「万騎」は、元々「牧」であり（平安時代）、牧のあった地域だと考えられている。その後、この付近で畠山重忠が北条氏の一万騎兵に敗れたことから、現在の漢字が当てられるようになった。西部は南万騎が原駅が最寄。

### 沿革
- 1963年（昭和38年）11月15日 - 横浜市保土ケ谷区二俣川町、小高町の一部から万騎が原を新設する[7]。
- 1964年（昭和39年）3月1日 - 万騎が原の一部をさちが丘へ編入[8]。
- 1969年（昭和44年）10月1日 - 保土ケ谷区を再編し、旭区を新設。横浜市旭区万騎が原となる[9]。

## 世帯数と人口
2025年（令和7年）6月30日現在（横浜市発表）の世帯数と人口は以下の通りである。
| 町丁     | 世帯数    | 人口    |
| -------- | --------- | ------- |
| 万騎が原 | 2,496世帯 | 5,222人 |

### 人口の変遷
国勢調査による人口の推移。
| 年                 | 人口  |
| ------------------ | ----- |
| 1995年（平成7年）  | 5,512 |
| 2000年（平成12年） | 5,235 |
| 2005年（平成17年） | 5,351 |
| 2010年（平成22年） | 5,167 |
| 2015年（平成27年） | 4,882 |
| 2020年（令和2年）  | 5,066 |

### 世帯数の変遷
国勢調査による世帯数の推移。
| 年                 | 世帯数 |
| ------------------ | ------ |
| 1995年（平成7年）  | 1,987  |
| 2000年（平成12年） | 1,938  |
| 2005年（平成17年） | 2,061  |
| 2010年（平成22年） | 2,086  |
| 2015年（平成27年） | 2,029  |
| 2020年（令和2年）  | 2,146  |

## 学区
市立小・中学校に通う場合、学区は以下の通りとなる（2024年11月時点）。
| 番・番地等 | 小学校                 | 中学校                 |
| ---------- | ---------------------- | ---------------------- |
| 全域       | 横浜市立万騎が原小学校 | 横浜市立万騎が原中学校 |

## 事業所
2021年（令和3年）現在の経済センサス調査による事業所数と従業員数は以下の通りである。
| 町丁     | 事業所数 | 従業員数 |
| -------- | -------- | -------- |
| 万騎が原 | 58事業所 | 534人    |

### 事業者数の変遷
経済センサスによる事業所数の推移。
| 年                 | 事業者数 |
| ------------------ | -------- |
| 2016年（平成28年） | 66       |
| 2021年（令和3年）  | 58       |

### 従業員数の変遷
経済センサスによる従業員数の推移。
| 年                 | 従業員数 |
| ------------------ | -------- |
| 2016年（平成28年） | 375      |
| 2021年（令和3年）  | 534      |

## 施設
- 横浜市立万騎が原中学校
- こども自然公園（大部分は大池町）

なお、横浜市立万騎が原小学校は大池町に、南万騎が原駅は柏町に位置している。

## その他

### 日本郵便
- 郵便番号 : 241-0836[3]（集配局：横浜旭郵便局[19]）

### 警察
町内の警察の管轄区域は以下の通りである。
| 番・番地等 | 警察署   | 交番・駐在所   |
| ---------- | -------- | -------------- |
| 全域       | 旭警察署 | 南希望が丘交番 |

## 参考資料
- “横浜市町区域要覧” (PDF).   横浜市市民局 (2016年6月). 2023年6月6日閲覧。 “横浜市町区域要覧”